# トランス郡 (ニューメキシコ州)
トランス郡（Torrance County）は、アメリカ合衆国ニューメキシコ州にある郡。2000年の総人口は16,911人で、郡庁所在地はエスタンシア(Estancia)である。ニューメキシコ州の人口重心は、トランス郡の町マンザノにある。

## 地理
総面積は8,666 km² (3,346 mi² )。陸地面積は8,663 km² (3,345 mi²)で、水面積は3 km² (1 mi²)で全体の0.03%である。郡は高さ6000〜6200フィートに位置する草原が主体である。郡の西の端のマンザノ山脈は郡の地形に特徴を与えている。他には、エスタニカ南東のラグナ・デル・ペロを中心にしたプラヤ湖(雨が降った時に出現する湖)の季節の風景がある。

## 近接する郡
- サンタフェ郡 (ニューメキシコ州) - 北
- サンミゲル郡 (ニューメキシコ州) - 北
- グアダルーペ郡 (ニューメキシコ州) - 東
- リンカーン郡 (ニューメキシコ州) - 南
- ソコロ郡 (ニューメキシコ州) - 南
- ヴァレンシア郡 (ニューメキシコ州) - 西
- ベルナリオ郡 (ニューメキシコ州) - 北西

## 人口統計
以下は2000年の国勢調査における人口統計データである。
基礎データ
- 人口:  16,911人
- 世帯数: 6,024世帯
- 家族数: 4,391家族
- 人口密度: 2/km² (5/mi²）
- 住居数: 7,257軒
- 住居密度: 1/km² (2/mi²)

人種別人口構成
- 白人: 73.89%
- アフリカン・アメリカン: 1.66%
- ネイティブアメリカン: 2.09%
- アジア人: 0.32%
- 太平洋諸島系:0.13%
- その他の人種: 17.95%
- 混血(2人種間以上の): 3.97%
- ヒスパニック・ラテン系: 37.15%

世帯と家族（対世帯数）
- 全世帯数: 6,024世帯
- 18歳未満の子供がいる:37.80%
- 結婚・同居している夫婦: 55.40%
- 未婚・離婚・死別女性が世帯主: 12.30%
- 非家族世帯: 27.10%
- 単身世帯: 23.20%
- 65歳以上の老人1人暮らし: 7.90%
- 平均構成人数
  - 世帯: 2.72人
  - 家族: 3.20人

年齢別人口構成
- 18歳未満: 30.40%
- 18-24歳: 7.50%
- 25-44歳: 29.20%
- 45-64歳: 23.20%
- 65歳以上: 9.70%
- 年齢の中央値: 35歳
- 性比（女性100人あたり男性の人口）
  - 総人口: 105.50人
  - 18歳以上: 106.20人

収入と家計
- 収入の中央値
  - 世帯: 30,446米ドル
  - 家族: 34,461米ドル
  - 性別
    - 男性: 29,403米ドル
    - 女性: 21,833米ドル
- 人口1人あたり収入: 14,134米ドル
- 貧困線以下
  - 対家族: 15.20%
  - 対人口: 19.00%
  - 18歳未満: 24.50%
  - 65歳以上: 12.00%

## 主な市および町
- Encino
- Estancia
- マンザノ
- Moriarty
- Mountainair
- Tajique
- Torreon
- Willard